# Micragone elisabethae
Micragone elisabethae är en fjärilsart som beskrevs av Eugène Louis Bouvier 1930. Micragone elisabethae ingår i släktet Micragone och familjen påfågelsspinnare. Inga underarter finns listade i Catalogue of Life.